# Algar TV
Algar TV foi uma empresa de televisão por assinatura do Brasil, fundada em 1996. Atuava no segmento de televisão via satélite e a cabo. Seu início deu-se com a compra da Cabo Total, pequena operadora de TV a cabo da cidade de Uberlândia e Araguari em 1996, lançando assim a Imagem TV. Seu lançamento por meio da transmissão digital via satélite ocorreu em 23 de maio de 2010 por meio do satélite Amazonas 1 no sistema DTH (Direct to home).
Seu principal intuito é fornecer ofertas de banda larga (ADSL e 3G) e telefonia (fixa) e (móvel), o chamado quadriplay. Em dezembro de 2012, a empresa contabilizou 111.008 mil clientes, ficando na sexta posição das operadoras de TV por satélite no país.
Em 17 de fevereiro de 2020 foi incorporada pela Sky Brasil.

## Serviço

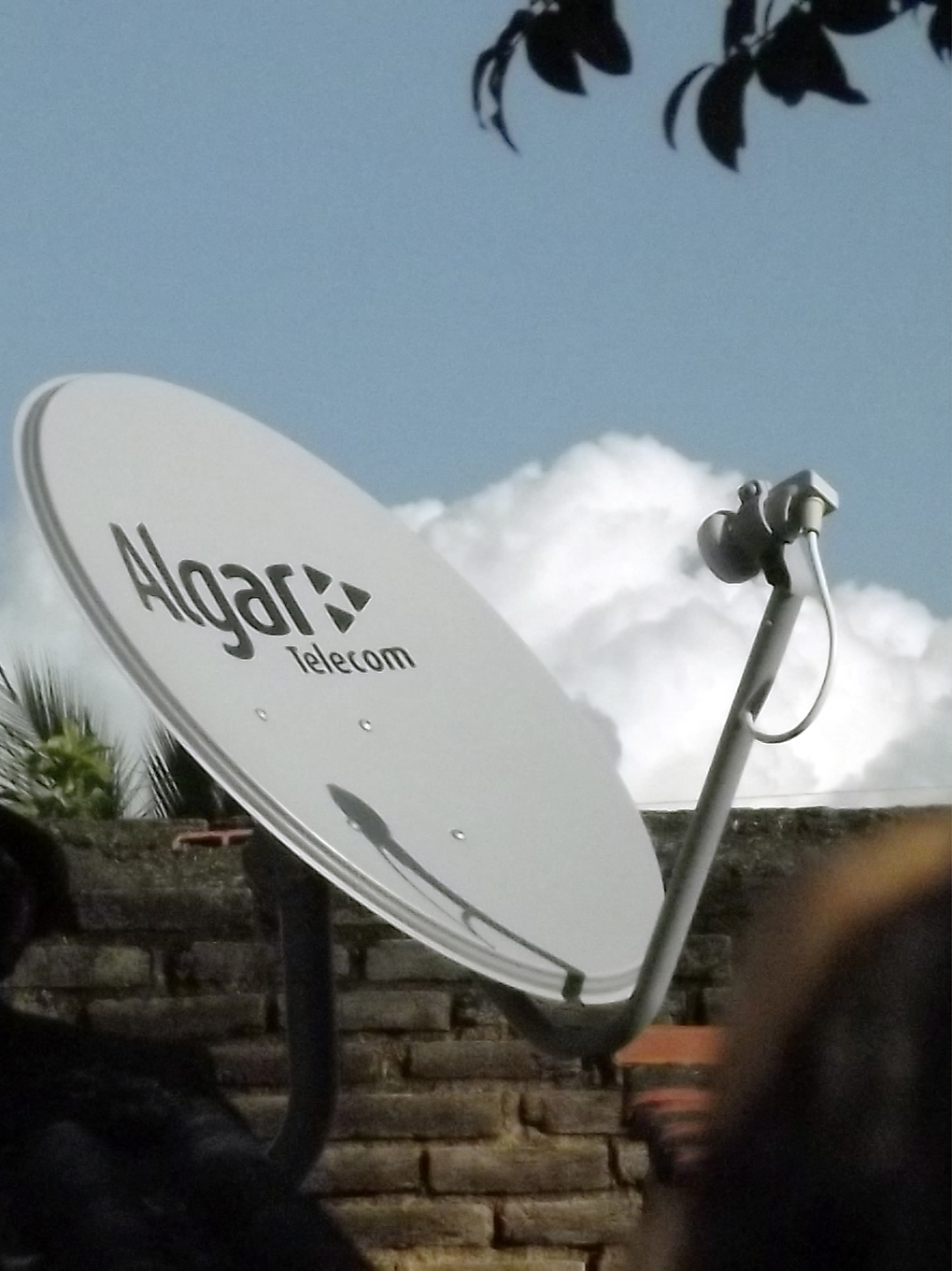
Antena parabólica da Algar TV.

Com a compra da pequena operadora de TV a cabo das cidades de Uberlândia e Araguari, Cabo Total a CTBC mudou o nome da empresa para Imagem TV em 1996.
A operadora pagou R$ 470 mil para conseguir autorização a Agência Nacional de Telecomunicações (ANATEL) para oferecer de TV por assinatura por satélite para 87 municípios. Ela utiliza o mesmo satélite das operadoras Oi TV e Vivo TV, o Amazonas 1.
Antecipadamente, a CTBC TV anunciou que disponibilizaria alguns canais em HD e novas emissoras entrariam nos pacotes oferecidos. Em 23 de maio de 2010 a operadora foi lançada inicialmente para as cidades de Uberlândia, Uberaba, Patos de Minas, Araguari, Pará de Minas, Ituiutaba, Itumbiara (em Goiás) e Franca (em São Paulo), áreas de atuação da operadora. Com isso, seriam atendidos cerca de 3 milhões de habitantes em 800 mil domicílios. Logo após, foi disponibilizado o sinal para as demais cidades.
Em 27 de dezembro de 2011 a empresa começou a disponibilizar 11 canais em HD. Também adicionou em seu pacote de canais em SD 17 canais. Após retirar 7 canais dentre eles abertos, de cortesia e musicais, em 15 de dezembro a empresa decidiu adicionar 16 canais a grade mais os canais Bis, Curta! e o Canal OFF. 
Foi uma das primeiras operadoras a colocar em sua grade os 14 canais obrigatórios determinados pela ANATEL em 2012.[carece de fontes?]
Em janeiro de 2014 o Grupo Algar anunciou que a junção da empresa de TV a cabo Imagem Video à Algar Telecom, passando a usar o mesmo CPNJ para os serviços de distribuição de sinal por cabo, MMDS e no fornecimento de SCM. Em um comunicado, a empresa afirmou que com isso pretende simplificar a estrutura societária da empresa consolidando a marca.
Em 17 de fevereiro de 2020 a Algar TV deixou de comercializar seus pacotes de TV por assinatura (DTH e cabo), iniciando o processo de descontinuação dos seus serviços. A empresa também estabeleceu uma parceria com a Sky Brasil para transferir parte da sua base de assinantes para outra empacotadora.